# 河世彬
河世彬（Ha Sebin，韓文：하세빈，1983年1月10日—）是韓國音樂家。他是韓國搖滾樂隊Nemesis的主音吉他手，2003年也以吉他手的身份參加搖滾樂隊EVE的活動。他為Nemesis和EVE作詞作曲過。他也是MBC電視劇"尋找桃樂絲"的所有原聲音樂的作曲家。
河世彬的音樂類型是含有西洋古典和現代搖滾風格。他從慶煕大學的后現代音樂專業系畢業。

## 個人資料
身高: 180 cm

體重: 62 kg

血型: A

學歷: 慶煕大学，后現代音樂專業系（2005年畢業）

## 作品列表

### Nemesis
- 2002年: Nemesis（示範專輯）
- 2005年: la Rose de Versailles

### EVE
- 2003年: Welcome to Planet EVE
- 2004年: The History of EVE
- 2004年: The History of EVE DVD
- 2006年: sEVEnth evening

### 個人

#### 原聲音樂
- 2006年: 尋找桃樂絲（도로시를 찾아라）原聲音樂

## 外部連結
- Nemesis網頁（韓文）
- 世彬愛: Livejournal家族（英文） （页面存档备份，存于）
- Nemesis Cafe（韓文） （页面存档备份，存于）
- 愛與永遠世彬（韓文） （页面存档备份，存于）
- n_sis: Nemesis Livejournal家族（英文） （页面存档备份，存于）
- Cyworld音樂網頁 - 河世彬（韓文）[]